# Ravnik (Karaš-severinska županija, Rumunjska)
Ravnik (rum. Rafnic, mađ. Kengyeltó), je naselje u općini Lupak u Karaš-severinskoj županiji, u Rumunjskoj, naseljeno Hrvatima.

## Stanovništvo
Prema popisu stanovništva iz 2002. godine Ravnik je imao 560 stanovnika.
| Stanovništvo 1900. Etnički sastav 1900. godine ukupno 792 stanovnika. [ nedostaje izvor ] Krašovani 787 Nijemci 3 Slovaci 2 | - rimokatolici 774 - pravoslavci 16 - ostali 2 |

| Stanovništvo 1992. Etnički sastav 1992. godine ukupno 642 stanovnika. Hrvati 582 Krašovani 39 Rumunji 11 Romi 8 ostali | - rimokatolici 636 - pravoslavci 6 - ostali. |

## Kultura
- crkva sv. Petra i Pavla[2]

## Vanjske poveznice
- MVPEI.hr Hrvatska nacionalna manjina u Rumunjskoj  Arhivirana inačica izvorne stranice od 11. ožujka 2009. (Wayback Machine)
- Satelitska snimka Ravnika
- Anuarul Socec al Romaniei Mari 1924-1925 - online de la Biblioteca Congresului S.U.A.